# 서현도서관
서현도서관은 경기도 성남시 분당구에 있는 도서관이다.

## 연혁
서현도서관은 2019년 1월 30일에 개관하였다.

## 시설 현황
- 4층 - 제2열람실, 두런두런실(휴게공간), 문화예술사랑방, 담소방, 사무실
- 3층 - 전자정보실, 제1열람실, 세미나실, 도란도란실(휴게공간)
- 2층 - 종합자료실, 제2문화교실
- 1층 - 어린이자료실, 장애인열람실
- 지하 1층 - 제1문화교실, 다목적실, 식당과 카페